# Nezumia latirostrata
Nezumia latirostrata är en fiskart som först beskrevs av Garman, 1899.  Nezumia latirostrata ingår i släktet Nezumia och familjen skolästfiskar. Inga underarter finns listade i Catalogue of Life.